# 水野勝知
水野 勝知（みずの かつとも）は、下総結城藩の第10代藩主。水野宗家15代。

## 経歴
天保9年（1838年）2月26日、陸奥二本松藩の第9代藩主・丹羽長富の八男として生まれる。文久2年（1862年）11月24日、第9代結城藩主・水野勝任の死去に際し、末期養子として家督を相続した。同年12月1日、将軍・徳川家定に拝謁する。同年12月16日、従五位下・日向守に叙任する。元治元年（1864年）4月、日光祭礼奉行に就任した。同年7月10日、学問所奉行に就任した。
慶応4年（1868年）3月1日、旧幕府から彰義隊の指揮を任される。当時、藩内は佐幕派と恭順派に分裂していた。藩主の勝知は佐幕派に与し、恭順派は第8代藩主勝進の子の勝寛を新藩主として擁立した。3月26日、彰義隊の一部（水心隊：彰義隊を構成する付属部隊）などを引き連れた勝知は、恭順派から結城城を奪い取った。しかし、同年4月、新政府軍東山道先鋒隊内参謀祖式金八郎信頼率いる信州須坂藩兵二小隊と大砲隊及び館林藩兵二小隊の攻撃を受けて結城城は落城し、勝知は水路から脱出して上総成東や上野山内に潜伏したのち、実家の二本松にまで逃れた。閏4月5日、明治政府は勝知の官位を剥奪し、藩士の入京も禁止とした。5月20日、新政府に捕らえられて、伊勢津藩にお預けになった。明治元年（1868年）9月10日、上総鶴牧藩にお預けとなる。12月7日、明治政府から隠居を命じられる。所領も1000石減封された。
明治2年（1869年）2月24日、勝寛が家督を相続した。同年7月4日、二本松藩にお預けとなる。
大正8年（1919年）4月22日に死去した。享年82。

## 系譜
父母
- 丹羽長富（実父）
- 松尾氏 - 側室（実母）
- 水野勝任（養父）

正室、継室
- 治 - 堀直格の娘（正室）
- 作 - 内藤政恒の養女、内藤政民の次女（継室）

養子
- 水野勝寛 - 水野勝進の次男